# Aderus snelli
Aderus snelli es una especie de coleóptero de la familia Aderidae. Fue descrita científicamente por Kenneth Gloyne Blair en 1935.

## Distribución geográfica
Habita en las isla Rodrigues (islas Mascareñas).